# XVIII-21 - Le Baroque Nomade
XVIII-21 - Le Baroque Nomade è un ensemble francese specializzato nell'esecuzione di musica barocca.

## Il gruppo
L'ensemble è stato fondato dal suo direttore Jean-Christophe Frisch e, come si evince dal suo nome, è costituito da musicisti globtrotter che girano per il mondo dedicandosi alla sperimentazione di musiche d'epoca espressione di altre culture diverse da quella europea.
Il gruppo iniziò con un repertorio basato sui compositori italiani del XVII secolo per proseguire su autori che vennero in contatto con altre culture musicali come Benedetto Marcello con la musica ebraica, Pietro della Valle contaminato dalla cultura musicale di Siria, Persia ed India e molti altri ancora.
Il gruppo svolge intensa attività concertistica anche in paesi non tradizionalmente di cultura occidentale come il Marocco, l'Afghanistan, Kuwait, India, Cina, Israele, Brasile, Perù ed altri ancora.